# Plesețke, Vasîlkiv
Plesețke (în ucraineană Плесецьке) este o comună în raionul Vasîlkiv, regiunea Kiev, Ucraina, formată numai din satul de reședință.

## Demografie
Componența lingvistică a comunei Plesețke
     Ucraineană (98,42%)
     Rusă (1,48%)
     Alte limbi (0,05%)
Conform recensământului din 2001, majoritatea populației comunei Plesețke era vorbitoare de ucraineană (98,42%), existând în minoritate și vorbitori de rusă (1,48%).